# Charles de Longchamps
Charles Jean-Baptiste Marie Delaulne de Longchamps (Port-Louis, Île de France, 4 janvier 1767 - Louviers, 18 avril 1832) est un auteur dramatique français.

## Biographie
Secrétaire des commandements de la grande-duchesse de Berg, surintendant des théâtres de Naples sous le règne de Murat, parolier de François-Adrien Boieldieu pour son Quinzième recueil de quatre nouvelles romances avec accompagnement de piano-forte et pour son Recueil de six nouvelles romances avec accompagnement de harpe par M.de Cléry, ses pièces ont été représentées sur les plus grandes scènes parisiennes du XIXe siècle : Théâtre du Vaudeville, Théâtre de l'Opéra-Comique, Théâtre-Français, etc.

## Œuvres
- Ma tante Aurore, ou le Roman impromptu, comédie en 2 actes, mêlée d'ariettes, musique de François-Adrien Boieldieu, 1797[3]
- L'Heureuse Nouvelle, opéra im promptu à l'occasion de la paix, 1799
- L'Arbitre, ou les Consultations de l'an sept, comédie en 1 acte en prose mêlée de vaudevilles, 1799
- Comment faire ? ou les Épreuves de misanthropie et repentir, comédie en un acte, avec Michel Dieulafoy et Étienne de Jouy, 1799
- La Prisonnière, opéra en 1 acte et en prose, mêlée d'ariettes, avec Claude Godard d'Aucourt de Saint-Just, musique de Boieldieu et Luigi Cherubini, 1799
- Le Vaudeville au Caire, comédie-folie en 1 acte et en vaudevilles, 1799
- Emma ou la Prisonnière, opéra-comique, musique de Boieldieu et Cherubini, 1799
- Le Tableau des Sabines, vaudeville en un acte, avec Dieulafoy et de Jouy, 1800
- Le Séducteur amoureux, comédie en 3 actes, en vers, 1803
- L'Ivrogne corrigé, comédie en 2 actes et en prose, avec Dieulafoy, 1806
- A-t-il perdu ?, comédie en 1 acte et en prose, 1819
- Poésies fugitives, 1821
- Dans quel siècle sommes-nous ?, comédie en 1 acte, mêlée de vaudevilles, avec Dieulafoy et de Jouy, 1825
- L'Égoïste par régime, comédie-vaudeville en 1 acte, avec Ferdinand Laloue, 1826